# Красицкий, Казимир Антоний
Граф Казимир Антоний Базилий Красицкий (пол. Kazimierz Antoni Bazyli Krasicki; 14 июня 1807, Дубецко — 28 июля 1882, Львов) — помещик, член галицкого сословного сейма и член палаты господ рейхсрата Австро-Венгрии, хозяйственный деятель.

## Биография

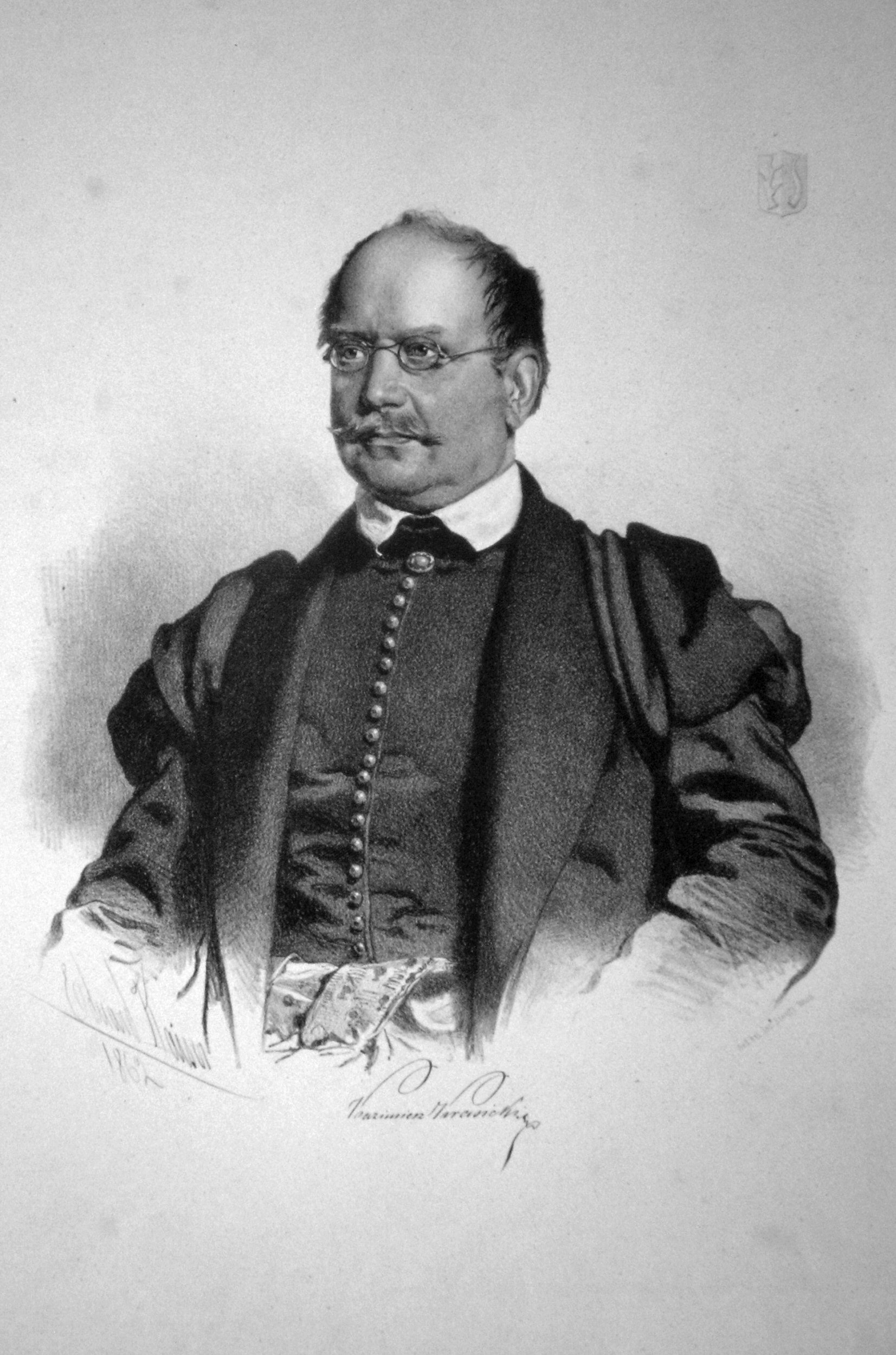
Казимир Антоний Базилий Красицкий

Представитель польского дворянского рода Красицких герба «Рогаля». Старший сын графа Мацея Красицкого (1783—1855) и Теофилы, урождённой Стадницкой (1783—1860). Младший брат — граф Александр Юзеф Красицкий (1809—1883).
Окончил Военно-инженерную академию в Вене в 1826 году, затем до 1829 года служил в армии Австрийской империи.
Участвовал в Ноябрьском восстании в Царстве Польском. Участвовал в битве под Гроховом в чине подпоручика. Позже он участвовал в экспедиции генерала Антония Гелгуда на Вильно, но после проигранного сражения под Понарами пересек границу с Пруссией.
Он вернул его в Галицию, где имел имение Боратин. Был депутатом в Галицком сословном сейме. Во время Весны народов 1848 принадлежал к Национальной гвардии в звании капитана.
Он многое сделал для развития экономической жизни Галиции. Он являлся членом правления Галицкого земельного кредитного общества от его основания в 1842 году, а в 1861—1882 годах его президентом. Он также был президентом Галицкой сберегательной кассы в 1861—1882 годах. Был соучредителем Галицкого хозяйственного общества в 1845 году, член комитета Галицкого хозяйственного общества (31.01.1846 — 6.02.1858, 18.06.1862 — 30.01.1866, 10.06.1877 — 17.01.8.1) 25 июня 1861), в 1862—1865 годах был его временным управляющим, а затем президентом (30 января 1866 — 16 февраля 1868). В 1874—1882 годах был вице-президентом Галицкого железнодорожного общества имени Кароля Людвика. В 1872—1882 годах был литературным куратором Оссолинеума (после Ежи Любомирского). Он добился для Оссолинеума права издавать учебники на польском языке для народных школ.
Он был пожизненным членом Палаты господ Рейхсрата Австро-Венгрии с 1869 года.
Один из подданных Казимира Красицкого, будущий польский врач Антоний Брик (1820—1881), сбежал из дома, чтобы избежать крепостного права и иметь возможность учиться. В 1846 году окончил медицинский факультет Венского университета. Но когда умер отец Брика, граф Красицкий потребовал (согласно тогдашним законам), чтобы Брик вернулся, занял хозяйство и выполнял повинности для господина. Чтобы этого избежать, Брику пришлось уйти в армию. В 1848 году в Галиции было упразднено крепостное право. Брик стал профессором медицины в Ягеллонском университете, однако он неохотно относился к польскости, что объяснялось давним конфликтом с Красицким.

## Семья
29 июня 1836 года во Львове женился на графине Марии Изабелле Стадницкой (16 мая 1812 — 3 июня 1879), дочери графа Яна Канти Эдварда Стадницкого (1765—1842) и графини Теклы Стадницкой (1775—1843). У супругов было двое детей:
- Ян Канти Мария Красицкий (26 октября 1837 — 16 января 1893), член палаты господ Рейхсрата Австро-Венгрии
- Теофила Мария Розалия Красицкая (13 марта 1842 — 22 октября 1914), жена графа Юлиуша Коморовского (1837—1897), мать графа Стефана Кароля Коморовского (1866—1919)[1][2].